# Lista de líderes do G20
Esta é uma lista de chefes de estado ou governo do Grupo dos 20 presentes em cada edição da reunião de cúpula do grupo desde o estabelecimento em 2008. O grupo consiste dos 19 mais industrializados Estados do globo, além da União Europeia. O Presidente da Comissão Europeia participa das reuniões de cúpula, representando a União Europeia.

## Líderes atuais
| País                | Título                 | Incumbente | Incumbente           | Início de mandato (Tempo no cargo)                  | Partido político | Partido político                          |                               |
| ------------------- | ---------------------- | ---------- | -------------------- | --------------------------------------------------- | ---------------- | ----------------------------------------- | ----------------------------- |
| África do Sul       | Presidente             |            | Cyril Ramaphosa      | 15 de fevereiro de 2018 (7 anos, 5 meses e 20 dias) |                  | Congresso Nacional Africano               |                               |
| Alemanha            | Chanceler Federal      |            | Friedrich Merz       | 6 de maio de 2025 (2 meses e 29 dias)               |                  | União Democrata-Cristã                    |                               |
| Arábia Saudita      | Rei                    |            | Salman               | 23 de janeiro de 2015 (10 anos, 6 meses e 12 dias)  | —                | —                                         |                               |
| Argentina           | Presidente             |            | Javier Milei         | 10 de dezembro de 2023 (1 ano, 7 meses e 25 dias)   |                  | A Liberdade Avança                        |                               |
| Austrália           | Primeiro-ministro      |            | Anthony Albanese     | 23 de maio de 2022 (3 anos, 2 meses e 12 dias)      |                  | Partido Trabalhista                       |                               |
| Brasil              | Presidente             |            | Lula                 | 1 de janeiro de 2023 (1 ano, 11 meses e 24 dias)    |                  | Partido dos Trabalhadores                 |                               |
| Canadá              | Primeiro-ministro      |            | Mark Carney          | 14 de março de 2025 (4 meses e 21 dias)             |                  | Partido Liberal                           |                               |
| China               | Presidente             |            | Xi Jinping           | 14 de março de 2013 (12 anos, 4 meses e 21 dias)    |                  | Partido Comunista                         |                               |
| Coreia do Sul       | Presidente             |            | Lee Jae-myung        | 4 de junho de 2025 (2 meses)                        |                  | Partido Democrático da Coreia             | Partido Democrático da Coreia |
| Estados Unidos      | Presidente             |            | Donald Trump         | 20 de janeiro de 2025 (6 meses e 15 dias)           |                  | Partido Republicano                       |                               |
| França              | Presidente             |            | Emmanuel Macron      | 14 de maio de 2017 (8 anos, 2 meses e 21 dias)      |                  | Renascimento                              |                               |
| Índia               | Primeiro-ministro      |            | Narendra Modi        | 26 de maio de 2014 (11 anos, 2 meses e 9 dias)      |                  | Bharatiya Janata                          |                               |
| Indonésia           | Presidente             |            | Prabowo Subianto     | 20 de outubro de 2024 (2 meses e 5 dias)            |                  | Partido do Movimento Grande Indonésia     |                               |
| Itália              | Primeira-ministra      |            | Giorgia Meloni       | 22 de outubro de 2022 (2 anos, 9 meses e 13 dias)   |                  | Irmãos de Itália                          |                               |
| Japão               | Primeiro-ministro      |            | Shigeru Ishiba       | 1 de outubro de 2024 (10 meses e 3 dias)            |                  | Partido Liberal Democrata                 |                               |
| México              | Presidente             |            | Claudia Sheinbaum    | 1 de outubro de 2024 (10 meses e 3 dias)            |                  | Movimento Regeneração Nacional            |                               |
| Reino Unido         | Primeiro-ministro      |            | Keir Starmer         | 5 de julho de 2024 (1 ano e 30 dias)                |                  | Trabalhista                               |                               |
| Rússia              | Presidente             |            | Vladimir Putin       | 7 de maio de 2012 (13 anos, 2 meses e 28 dias)      | Independente     | Independente                              |                               |
| Turquia             | Presidente             |            | Recep Tayyip Erdoğan | 28 de agosto de 2014 (10 anos, 11 meses e 7 dias)   |                  | Justiça e Desenvolvimento                 |                               |
| União Europeia      | Presidente do Conselho |            | António Costa        | 1 de dezembro de 2024 (8 meses e 3 dias)            |                  | Partido Socialista Europeu                |                               |
| União Europeia      | Presidente da Comissão |            | Ursula von der Leyen | 1 de dezembro de 2019 (5 anos, 8 meses e 3 dias)    |                  | União Democrata-Cristã                    |                               |
| UA (União Africana) | Presidente             |            | João Lourenço        | 15 de fevereiro de 2025 (5 meses e 20 dias)         |                  | Movimento Popular de Libertação de Angola |                               |

## Lista histórica
- O nome em verde sinaliza o líder incumbente no cargo.